# شتشوتشينسك
شتشوتشينسك (الكازاخية: Щучинск) مدينة تقع في كازاخستان , تُعد شتشوتشينسك من المدن الحديثة إذ تأسست عام 1939 , تقع في شمال كازاخستان، يبلغ عدد سكان المدينة حسب إحصاءات سنة 2009 خمسة وأربعون ألف نسمة، تتبع المدينة إلى إقليم أكمولا .

## أعلام
- فلاديمير سميرنوف
- سفيتلانا كابانينا